# 内田悠一
内田 悠一（うちだ ゆういち、1990年10月4日 - ）は、日本の俳優。熊本県出身。

## 略歴
9歳の頃より芝居を始め、2000年、舞台『へるんさんの熊本』で初舞台に立つ。東京フィルムセンタースクールオブアート専門学校に入学し在学中も舞台を中心に活躍。
2011年よりリヴァイフロントに所属していた。2013年よりフリーで活動。ACT studioで役者やモデル、ダンサーのキャスティング業務も行なっている。

## 人物
- ポッピング&アニメーションダンスを特技としている。ダンスチームに所属し、イベントにパフォーマーとして出演したこともある。
- また2009年の第60回NHK紅白歌合戦には、大トリの北島三郎のバックダンサーとして出演した。
- 演じるだけでなく舞台鑑賞も好きで、時間のある時はよく芝居を見に行く。

## 出演

### 映画
- インディーズ映画『罪と罰』 - 主演・信二 役
- 白黒ギツネと光の洞窟（2012年） - 盗賊頭フラウン 役

### 舞台
- へるんさんの熊本（2000年）
- 劇団ミネストローネ『オリバー』（2003年） - オリバー 役
- ミュージカルY『こたえは光と風の中 に』（2007年） - 主演・光太 役
- サウス オブ ヘブン（2011年） - 刑事哲郎 役
- 芸劇eyes番外編『20年安泰。』（2011年）バナナ学園純情乙女組にて出演
- ゲキバカ『ごんべい』（2011年）
- モナカ興業『43』（2011年） - 井上 役
- SOUTH OF HEAVEN（2011年）
- ジャンヌ・ダルク（2010年） - 兵士 役
- FREAKS（2010年） - 小六 役
- キミドリ（2010年） - 瞳 役
- RE-INCARNATION（2012年） - 曹純子和 役[1][2]
- モナカ興業『旅程』（2012年） - 山本 役
- 劇団た組。『惡の華』（2016年）[3]
- 劇団亜劇『嘘王』（2018年）[4]

### ドラマ
- 天草ロケンロール（2003年） - 翔二 役・ナレーション

### その他
- 三茶de大道芸（2008年） - パフォーマーとして出演